# 卜盛光
卜盛光（1906年—1984年5月9日），原名卜盛抗，男，江西南康人，中华人民共和国政治人物，曾任中南军政委员会副主任，湖北省政协副主席。